# Thorigné-d'Anjou
Thorigné-d'Anjou és un municipi francès situat al departament de Maine i Loira i a la regió de País del Loira. L'any 2007 tenia 1.010 habitants.

## Demografia

### Població
El 2007 la població de fet de Thorigné-d'Anjou era de 1.010 persones. Hi havia 345 famílies de les quals 39 eren unipersonals (16 homes vivint sols i 23 dones vivint soles), 116 parelles sense fills, 186 parelles amb fills i 4 famílies monoparentals amb fills.
La població ha evolucionat segons el següent gràfic:
Habitants censats

### Habitatges
El 2007 hi havia 377 habitatges, 347 eren l'habitatge principal de la família, 8 eren segones residències i 22 estaven desocupats. Tots els 374 habitatges eren cases. Dels 347 habitatges principals, 279 estaven ocupats pels seus propietaris, 65 estaven llogats i ocupats pels llogaters i 3 estaven cedits a títol gratuït; 1 tenia una cambra, 6 en tenien dues, 28 en tenien tres, 94 en tenien quatre i 218 en tenien cinc o més. 288 habitatges disposaven pel capbaix d'una plaça de pàrquing. A 115 habitatges hi havia un automòbil i a 220 n'hi havia dos o més.

### Piràmide de població
La piràmide de població per edats i sexe el 2009 era:
| Homes | Edats   | Dones |
| ----- | ------- | ----- |
| 0     | 95 o +  | 0     |
| 0     | 90 a 94 | 0     |
| 0     | 85 a 89 | 4     |
| 0     | 80 a 84 | 4     |
| 12    | 75 a 79 | 16    |
| 4     | 70 a 74 | 12    |
| 12    | 65 a 69 | 8     |
| 4     | 60 a 64 | 16    |
| 0     | 55 a 59 | 8     |
| 16    | 50 a 54 | 20    |
| 16    | 45 a 49 | 24    |
| 24    | 40 a 44 | 16    |
| 36    | 35 a 39 | 32    |
| 44    | 30 a 34 | 28    |
| 32    | 25 a 29 | 48    |
| 16    | 20 a 24 | 8     |
| 36    | 15 a 19 | 16    |
| 20    | 10 a 14 | 40    |
| 40    | 5 a 9   | 32    |
| 24    | 0 a 4   | 48    |

## Economia
El 2007 la població en edat de treballar era de 665 persones, 545 eren actives i 120 eren inactives. De les 545 persones actives 512 estaven ocupades (274 homes i 238 dones) i 32 estaven aturades (6 homes i 26 dones). De les 120 persones inactives 49 estaven jubilades, 31 estaven estudiant i 40 estaven classificades com a «altres inactius».

### Ingressos
El 2009 a Thorigné-d'Anjou hi havia 382 unitats fiscals que integraven 1.139 persones, la mediana anual d'ingressos fiscals per persona era de 16.967 €.

### Activitats econòmiques
Dels 27 establiments que hi havia el 2007, 2 eren d'empreses de fabricació d'altres productes industrials, 14 d'empreses de construcció, 3 d'empreses de comerç i reparació d'automòbils, 2 d'empreses d'hostatgeria i restauració, 2 d'empreses de serveis, 2 d'entitats de l'administració pública i 2 d'empreses classificades com a «altres activitats de serveis».
Dels 16 establiments de servei als particulars que hi havia el 2009, 3 eren paletes, 3 guixaires pintors, 5 fusteries, 2 lampisteries, 1 electricista i 2 restaurants.
L'any 2000 a Thorigné-d'Anjou hi havia 39 explotacions agrícoles que ocupaven un total de 972 hectàrees.

## Equipaments sanitaris i escolars
El 2009 hi havia una escola elemental.

## Poblacions més properes
El següent diagrama mostra les poblacions més properes.